# Kanaris à Chios (sculpture)
Kanaris à Chios (italien : Kanaris a Scio), également connu sous le nom Les frères Kanaris (I fratelli Kanaris) ou Les marins du Jardin anglais (I marinai del Giardino Inglese), est une sculpture en marbre réalisée par Benedetto Civiletti en 1878 à Palerme. Elle représente Konstantínos Kanáris, au premier plan, et Andréas Pipínos à Chios, alors qu'ils naviguaient à bord d'un brûlot vers le navire de l'amiral ottoman Nasuhzade Ali Pacha. Cet événement, connu sous le nom de l'incendie du navire amiral ottoman au large de Chios, avait eu lieu dans la nuit du 18 juin 1822 pendant la guerre d'indépendance grecque en représailles au massacre de Chios survenu deux mois plus tôt.
Achetée par le prince Humbert de Savoie lors de son exposition à Palerme, la sculpture est ensuite exposée à Paris, où elle remporta une médaille d'or à l'Exposition universelle de 1878. Initialement placée dans les jardins de la villa Giulia à Palerme, elle est ensuite déplacée vers son emplacement actuel, où elle est exposée dans un petit pavillon néo-mauresque du jardin anglais, renommé depuis jardin Piersanti Mattarella,.

## Galerie

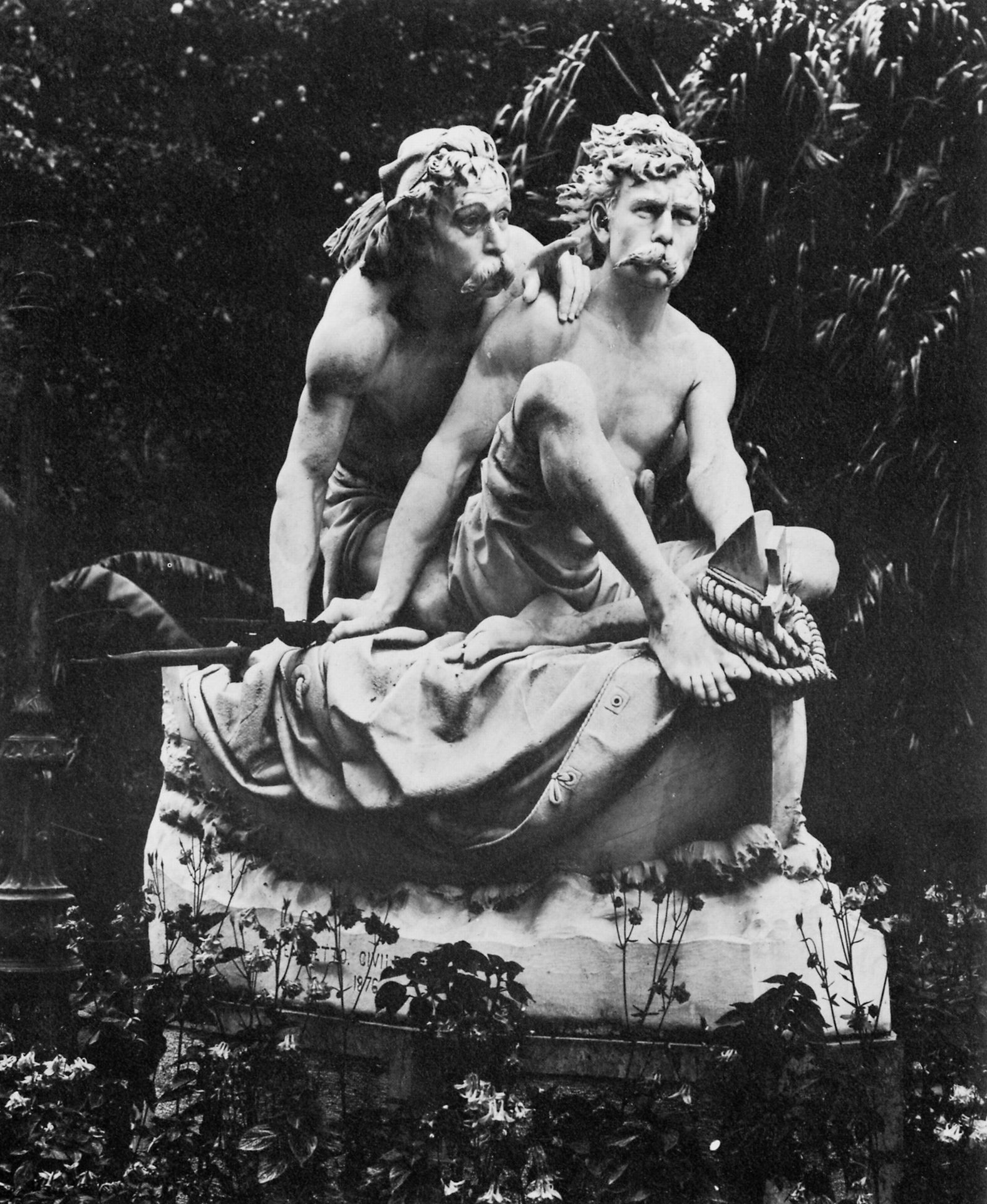
La sculpture dans les jardins de la villa Giulia à Palerme, 1898
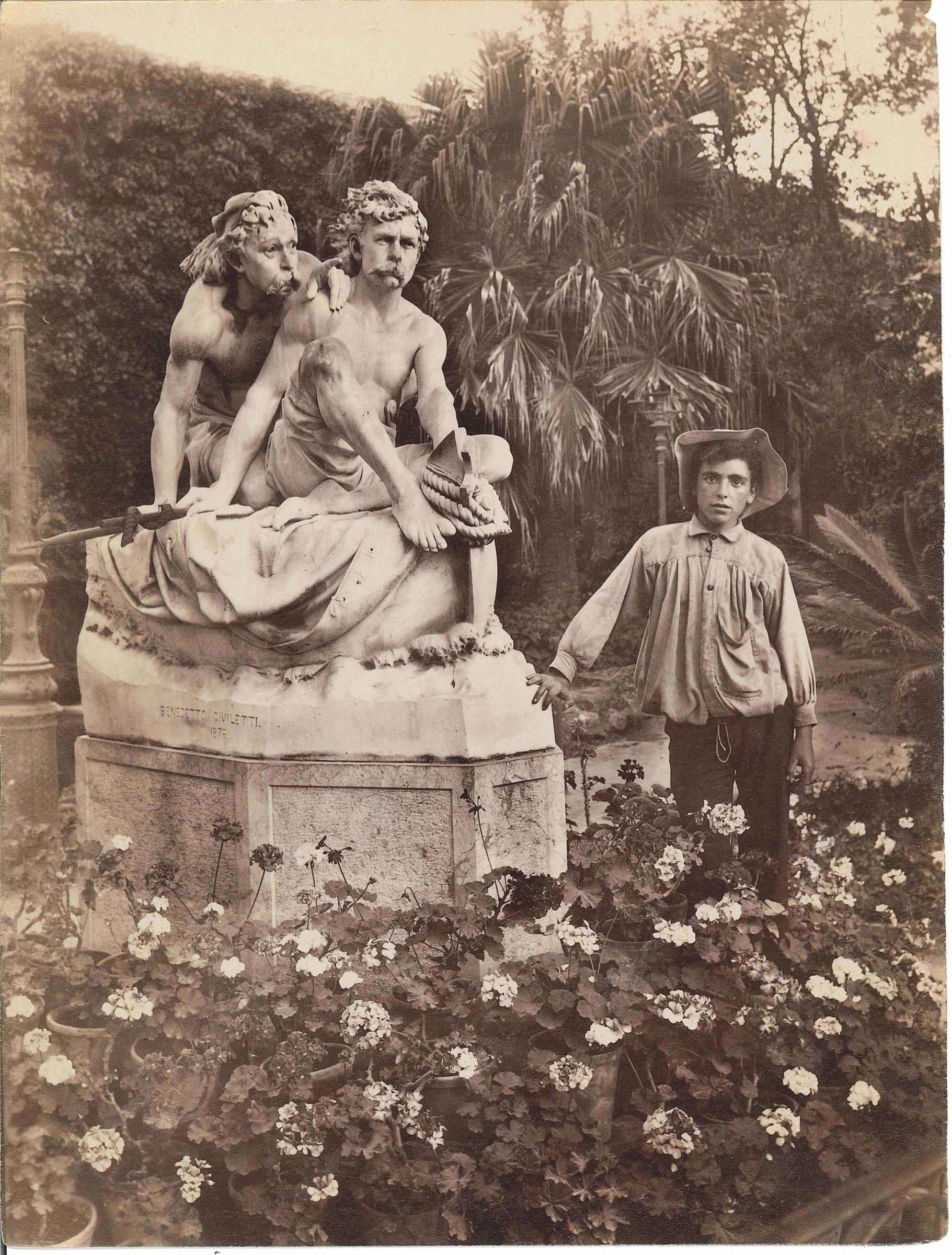
La sculpture dans les jardins de la villa Giulia à Palerme, c. 1900

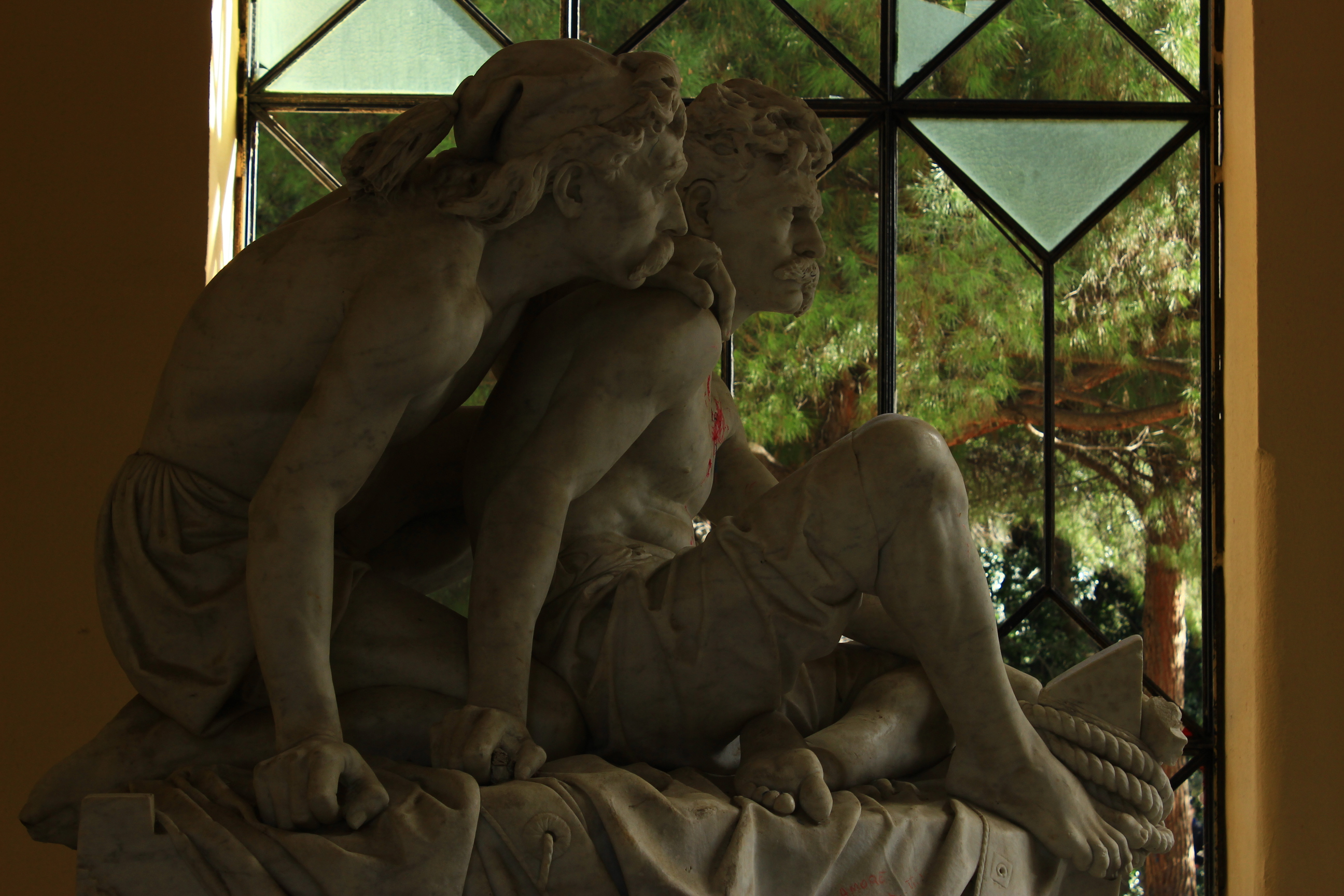
La sculpture au jardin anglais à Palerme, 2014
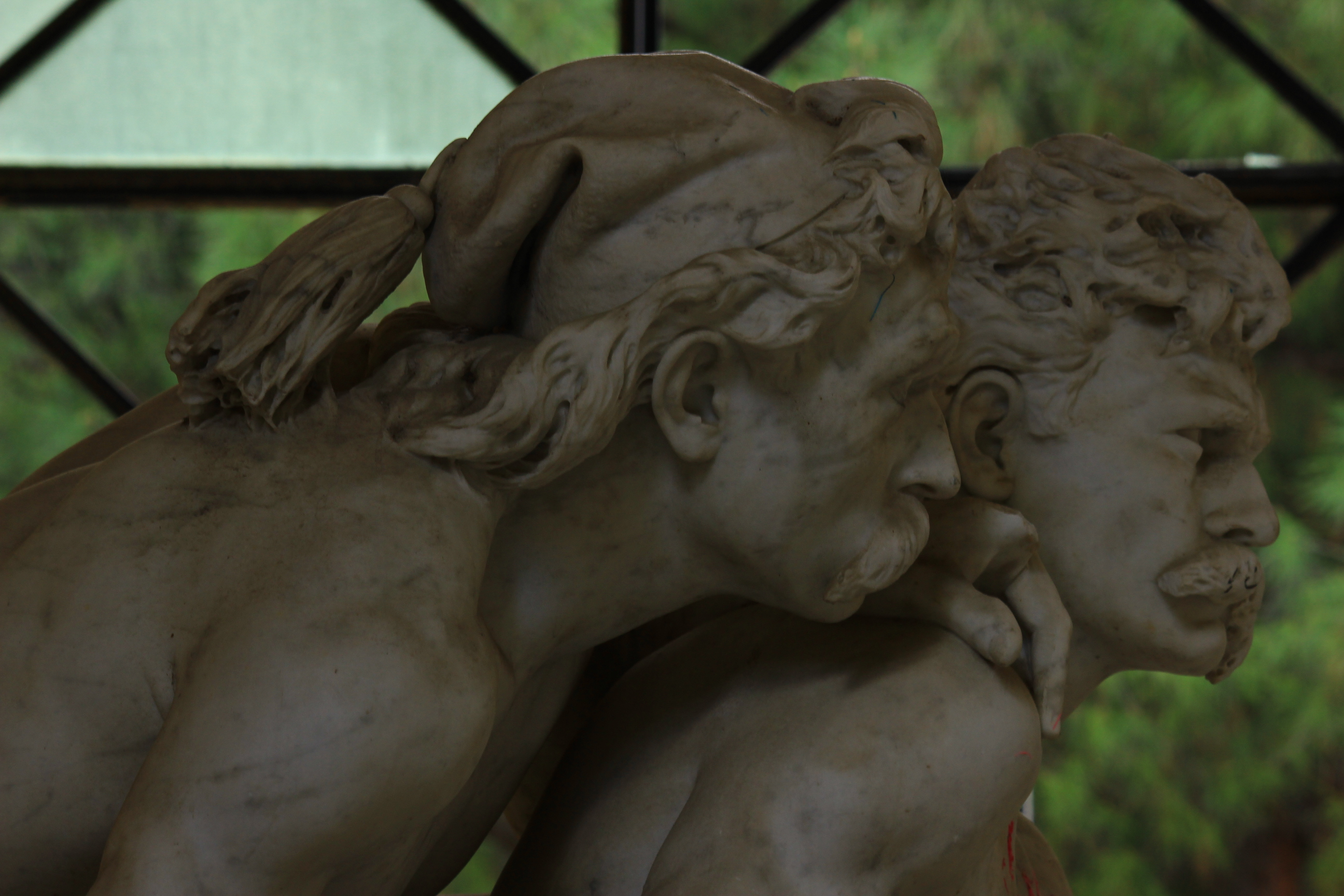
La sculpture au jardin anglais à Palerme, 2014